# Lissonota purpurea
Lissonota purpurea är en stekelart som beskrevs av André Seyrig 1928. Lissonota purpurea ingår i släktet Lissonota och familjen brokparasitsteklar. Inga underarter finns listade i Catalogue of Life.